# Drammensbroen (bybro)
 Denne artikel omhandler Drammensbroen (bybro). Opslagsordet har også en anden betydning, se Drammensbroen.
Drammensbroen var en bybro i Drammen, Viken fylke i Norge. Broen blev åbnet søndag 6. september 1936, og det var daværende statsminister Johan Nygaardsvold som klippede snoren. Broen er 260 meter lang og 15 meter bred med to fortove, hver på tre meter. Broen har 9 spænd og er funderet på ca. 17 km træpæle.
Byggesummen var på 1,8 millioner kroner (1936-kroner), og var væsentlig lavere end for den først planlagte stålbro. Broen blev repareret en del i de senere år, og man besluttede til sidst at rive den ned, hvilket skete i 2022.

59°44′31″N 10°12′11″Ø / 59.74194°N 10.20306°Ø